# Макушинский, Алексей Анатольевич
Алексе́й Анато́льевич Макуши́нский (при рождении — Давы́дов; род. 8 марта 1960, Москва, СССР) — русский прозаик, поэт, эссеист и литературовед.

## Биография
Сын писателей Анатолия Рыбакова (1911—1998) и Натальи Давыдовой (1925—2005). В качестве псевдонима взял фамилию бабушки по материнской линии Елизаветы Иродионовны Макушинской (1898—1972) в память о ней. В 1983 году окончил Литературный институт имени А. М. Горького (дипломная работа посвящена структуре поздней лирики Анны Ахматовой). Позднее вспоминал, что поступил туда, потому что начал писать стихи.
В 1984—1992 годах занимался художественными переводами с немецкого и английского языков. В 1985—1994 годах работал над собственным романом «Макс», изданным в Москве в 1998 году.
С 1992 года живёт в Германии. В 2000—2008 годах — сотрудник кафедры восточноевропейской истории Католического университета Айхштетт — Ингольштадт, с апреля 2010 года — доцент Института славистики Майнцского университета. Член редколлегии немецкого журнала Forum für osteuropäische Idee- und Zeitgeschichte и его русской сетевой версии «Форум новейшей восточноевропейской истории и культуры».
В 1999 году в Католическом университете Айхштетт защитил докторскую диссертацию (PhD) по теме «Немецкая и русская литература на пороге современности: „Годы учения Вильгельма Мейстера“ Гёте и пушкинский „Евгений Онегин“» (научный руководитель — профессор Рупрехт Виммер).
Автор романов «Макс» (1998), «Город в долине» (2012; премия «Глобус» журнала «Знамя» и Всероссийской государственной библиотеки иностранной литературы имени М. И. Рудомино), «Пароход в Аргентину» (2014; Русская премия, 2014), «Остановленный мир» (2018), «Один человек» (2021), «Димитрий» (2023), книги историко-философской прозы «Предместья мысли. Философическая прогулка» (2020; приз читательских симпатий премии «Большая книга»), сборника эссе «У пирамиды» (2011), поэтических сборников «Свет за деревьями» (2007), «Море, сегодня» (2011). В стихах пользуется как традиционными размерами, так и свободным, но отчётливо ритмизированным стихом.
Публиковался как прозаик, поэт, эссеист и литературовед в журналах «Арион», «Вопросы литературы», «Вопросы философии», «Дети Ра», «Дружба народов», «Зарубежные записки», «Звезда», «Знамя», «Интерпоэзия», «Крещатик» и др.

## Отзывы
Писатель-постмодернист и эссеист Егор Радов (1962—2009) считал, что Макушинский создаёт в своих стихах «состояние созерцания, некой „остановки мира“, когда спокойно, никуда не торопясь, можно рассмотреть каждую деталь, обдумать её и разные ассоциации, ею рождаемые».
Филолог и литературный критик Ирина Служевская (1955—2013) писала о романе Макушинского «Город в долине»: «Следя за движением современной русской прозы, Дмитрий Быков утверждает, что русский роман сегодня невозможен — ни на современном, ни на историческом материале. На мой взгляд, критик ошибся: в случае Макушинского мы имеем полноценный русский роман, отвечающий, в частности, тем критериям, которые обоснованно выдвигает Быков: движение времени и единство нравственного отношения к предмету. Сам способ романного письма, с переключением регистров (от лирического к психологическому, документальному и памфлетному), с обширным введением всегда неожиданных и интересных исторических источников, — весь этот возведённый на наших глазах свод представляет важную новость для отечественной прозы и в каком-то смысле — прорыв к тем эпическим, историческим её потенциям, осуществления которых в последнее время явно недоставало. Современная русская проза слишком долго бродила между фантазиями, стёбом и физиологическим очерком. Открывая для неё новые территории, роман Макушинского должен быть замечен в своём навигаторском качестве».
Поэт, прозаик, литературный критик Александр Вергелис (род. 1977) о романе Макушинского «Один человек»: «У этой прозы есть один существенный недостаток: её невозможно читать в метро. Для нормального чтения романов Алексея Макушинского необходимы особые условия: тишина, покой и свободное время — а где в наш век всё это достать? И главное, где взять квалифицированного читателя? Как минимум крепко ушибленного тоской по мировой культуре, отравленного Прустом и Набоковым (с которыми Макушинского, безусловно, связывает известная степень литературного родства). Да, перед нами писатель, можно сказать, элитарный, пишущий для узкого круга ценителей, для немногих (не убоюсь этого слова) избранных. Хотя избежать внимания широкой публики Алексею Макушинскому всё-таки не удалось: например, его „Пароход в Аргентину“ (2014) взял на борт и приз читательских симпатий „Большой книги“, и „Русскую премию“, и многочисленные отзывы как профессиональных, так и сетевых критиков».

## Участие в творческих и общественных организациях
- Член Содружества русскоязычных литераторов Германии (СЛоГ) (с 2024)

## Премии и номинации
- За роман «Город в долине» (2012):
  - Премия «Глобус» журнала «Знамя» и Всероссийской государственной библиотеки иностранной литературы имени М. И. Рудомино (2013)
  - Короткий список премии имени Александра Пятигорского (2013)
- За роман «Пароход в Аргентину» (2014):
  - Русская премия (номинация «Крупная проза», 2014)
  - Короткий список премии «Большая книга» (2014)
- За роман «Остановленный мир» (2018):
  - Длинный список премии «Большая книга»
  - Длинный список премии «Ясная поляна»
  - Длинный список премии имени Александра Пятигорского
- За книгу историко-философской прозы «Предместья мысли. Философическое путешествие» (2020):
  - Короткий список премии «Большая книга»[9]; приз читательских симпатий, учреждённый премией[10]
- За роман «Один человек» (2021):
  - Длинный список премии «Большая книга»

## Комментарии
1. ↑  В ряде авторизованных биографий и в германских документах указана фамилия Рыбако́в (англ. Rybakov)[1][2].

### Романы, повести, эссе
- Макушинский А. А. Макс : роман. — М. : Мартис, 1998. — 363, [1] с. — ISBN 5-7248-0048-9.
  - Рец.:  Воробьёва [Вежлян], Евгения. Марсель и Обломов. Алексей Макушинский. Макс. Роман. М., «Мартис», 1998, 365 стр. // Новый мир. — 1998. — № 7.
- Макушинский А. А. Город в долине : роман // Знамя. — 2012. — № 5. — С. 8—60 ; № 6. — С. 33—103.
  - [То же] : роман. — СПб. : Алетейя, 2013. — 320 с. — (Русское зарубежье. Коллекция поэзии и прозы). — ISBN 978-5-91419-873-9.
  - [То же]. — М. : Эксмо, 2016. — 480 с. — (Мастера современной российской прозы). — ISBN 978-5-699-90733-5.
  - Рец.:  Служевская И. П. Навигатор Макушинский : Алексей Макушинский. Город в долине. — «Знамя», 2012, № 5, 6 // Новый мир. — 2012. — № 10.
- Макушинский А. А. У пирамиды : Эссе, статьи, фрагменты. — М. : Новый Хронограф, 2011. — 384 с. — (Эссеистика нового века). — ISBN 978-5-94881-161-1.
- Макушинский А. А. Пароход в Аргентину : роман // Знамя. — 2014. — № 3. — С. 6—68 ; № 4. — С. 81—145.
  - [То же]. — М. : Эксмо, 2014. — 318 с. — (Претендент на бестселлер! Алексей Макушинский). — ISBN 978-5-699-75667-4.
  - [То же]. — [2-е изд.] — М. : Издательство «Э», 2018. — 313, [9] с. : ил. — (Большая литература). — ISBN 978-5-699-96172-6.
  - Рец.:  Вежлян, Евгения. Первое прочтение // Знамя. — 2014. — № 4. — С. 146—148.
- Макушинский А. А. Остановленный мир : роман. — М. : Издательство «Э», 2018. — 797, [11] с. : ил. — (Большая литература). — ISBN 978-5-04-091926-0.
- Макушинский А. А. Предместья мысли : Философическая прогулка. — М. : Эксмо, 2020. — 317, [1] с. : ил., портр., факс. — ISBN 978-5-04-108277-2.
- Макушинский А. А. Один человек : роман. — М. : Эксмо, 2021. — 285, [1] с., [8] л. цв. ил. — ISBN 978-5-04-156616-6.
  - Рец.:  Вергелис А. П. Алексей Макушинский. Один человек. М.: Эксмо, 2021 // Звезда. — 2021. — № 12. — С. 276—279.
- Макушинский А. А. Димитрий : роман. — Freedom Letters, 2023. — 386 с. — ISBN 978-1-44-676065-9.

### Стихи
- Макушинский А. А. Свет за деревьями : стихи. — СПб. : Алетейя, 2007. — 96 с. — (Русское зарубежье. Коллекция поэзии и прозы). — ISBN 978-5-91419-027-6.
  - Рец.:  Радов, Егор. Жажда света // Утро.ру. — 2008. — 5 февраля.
- Макушинский А. А. Море, сегодня : стихи. — М. : Воймега, 2011. — 76 с. — ISBN 5-7640-0121-0.

### Научные публикации, публицистика
На немецком языке
- Makuschinski A. A. Thomas Mann und die russische Literatur // FORUM für osteuropäische Ideen- und Zeitgeschichte. — 2001. — H. 2.
- Makuschinski A. A. Russische Denktraditionen und ihre Auswirkungen auf Politik und Gesellschaft // FORUM für osteuropäische Ideen- und Zeitgeschichte. — 2002. — H. 1.
- Makuschinski A. A. Das autonome Kulturparadigma in der russischen Geistesgeschichte // FORUM für osteuropäische Ideen- und Zeitgeschichte. — 2002. — H. 2.
- Makuschinski A. A. «Der abgewiesene Bräutigam» — das grundlegende Mythologem der russischen Literatur des 19. Jahrhunderts? // FORUM für osteuropäische Ideen- und Zeitgeschichte. — 2003. — H. 1.
- Makuschinski A. A. «Wilhelm Meisters Lehrjahre» — Geburtsstunde der modernen Wirklichkeit? // Goethe als Neuerer und Vermittler : Akten des deutsch-französischen Nachwuchskolloquiums zum 250. Geburtstag des Dichters. Reims 1999 / Hrsg. Béatrice Dumiche. — Essen, 2003.
- Makuschinski A. A. Theurgie vs. Autonomie : Kultur und Kunst im Denken von Nikolaj Berdjaev // FORUM für osteuropäische Ideen- und Zeitgeschichte. — 2003. — H. 2.
- Makuschinski A. A. «Das andere Europa» : Russland in den Werken von Rainer Maria Rilke und Thomas Mann // Blicke auf Europa : Kontinuität und Wandel. — Neuried, 2003.
- Makuschinski A. A. «Es wird ganz Deutschland einstmals Stalin danken» : Johannes R. Bechers «Stalin-Oden» und die Strukturen der totalitären «Kultur» // FORUM für osteuropäische Ideen- und Zeitgeschichte. — 2004. — H. 1.
- Makuschinski A. A. Wirklichkeit als Weltbild der Moderne // FORUM für osteuropäische Ideen- und Zeitgeschichte : vom Realismus zum «Sozialistischen Realismus». — 2004. — H. 2.
- Makuschinski A. A. Architektonische Modelle im Totalitarismus und die Platonische Idee // FORUM für osteuropäische Ideen- und Zeitgeschichte. — 2006. — H. 1.
- Makuschinski A. A. Die menschliche Güte und das unmenschliche «Gute» — Vasilij Grossman und Lev Šestov // FORUM für osteuropäische Ideen- und Zeitgeschichte. — 2006. — H. 2.
- Makuschinski A. A. Katharina die Grosse : Herrscherin zwischen Aufklärung und Despotie // Mythen Europas : Schlüsselfiguren der Imagination. Vom Barock zur Aufklärung. — Regensburg, 2007.
- Makuschinski A. A. Auf dem Weg zum «Großen Sinn der Geschichte» : Hitlers Mein Kampf und der totalitäre «Bildungsroman» // FORUM für osteuropäische Ideen- und Zeitgeschichte. — 2007. — H. 1.
- Makuschinski A. A. Deutsche Russophilie zu Beginn des 20. Jahrhunderts // FORUM für osteuropäische Ideen- und Zeitgeschichte. — 2008. — H. 1.
- Makuschinski A. A. Sowjetische Kultur aus der Sicht der Intellektuellen von heute // Vergangenheitsbewältigung im Osten — Rußland, Polen, Rumänien / Hrsg. Bernd Rill. — München, 2008.
- Makuschinski A. A. Rom und Reich in der Poesie von Osip Mandel’štam // FORUM für osteuropäische Ideen- und Zeitgeschichte. — 2009. — H. 1.
- Makuschinski A. A. Der «falsche Demetrius» bei Schiller und Puschkin : Die Frage nach der Identität in den Verstrickungen der Politik und Lüge // Zum Schillerjahr 2009 – Schillers politische Dimension. — München, 2009.

### Интервью
- Фефер, Ольга. Алексей Макушинский: «Творчество — способ справиться с жизнью». Русская Германия (5 августа 2011). Дата обращения: 12 июня 2023.
- Пешкова, Зоя. Я вырос под стук двух пишущих машинок. Эхо Москвы (20 января 2013). Дата обращения: 12 июня 2023.
- Кудряц, Евгений. Алексей Макушинский: «Выбор сделан!» Сайт журналиста из Германии Евгения Кудряца (июль 2013). Дата обращения: 12 июня 2023.
- Берсенева, Анна. Алексей Макушинский: Россия всегда жила и живёт в конфликте с самой собой. Русское слово (июнь 2023). Дата обращения: 1 августа 2023.
- Померанцев, Игорь; Толстой, Иван. «С 24 февраля я — эмигрант». Алексей Макушинский о славистике и Германии. Радио «Свобода» (12 сентября 2023). Дата обращения: 13 сентября 2023.